# Huvudsta

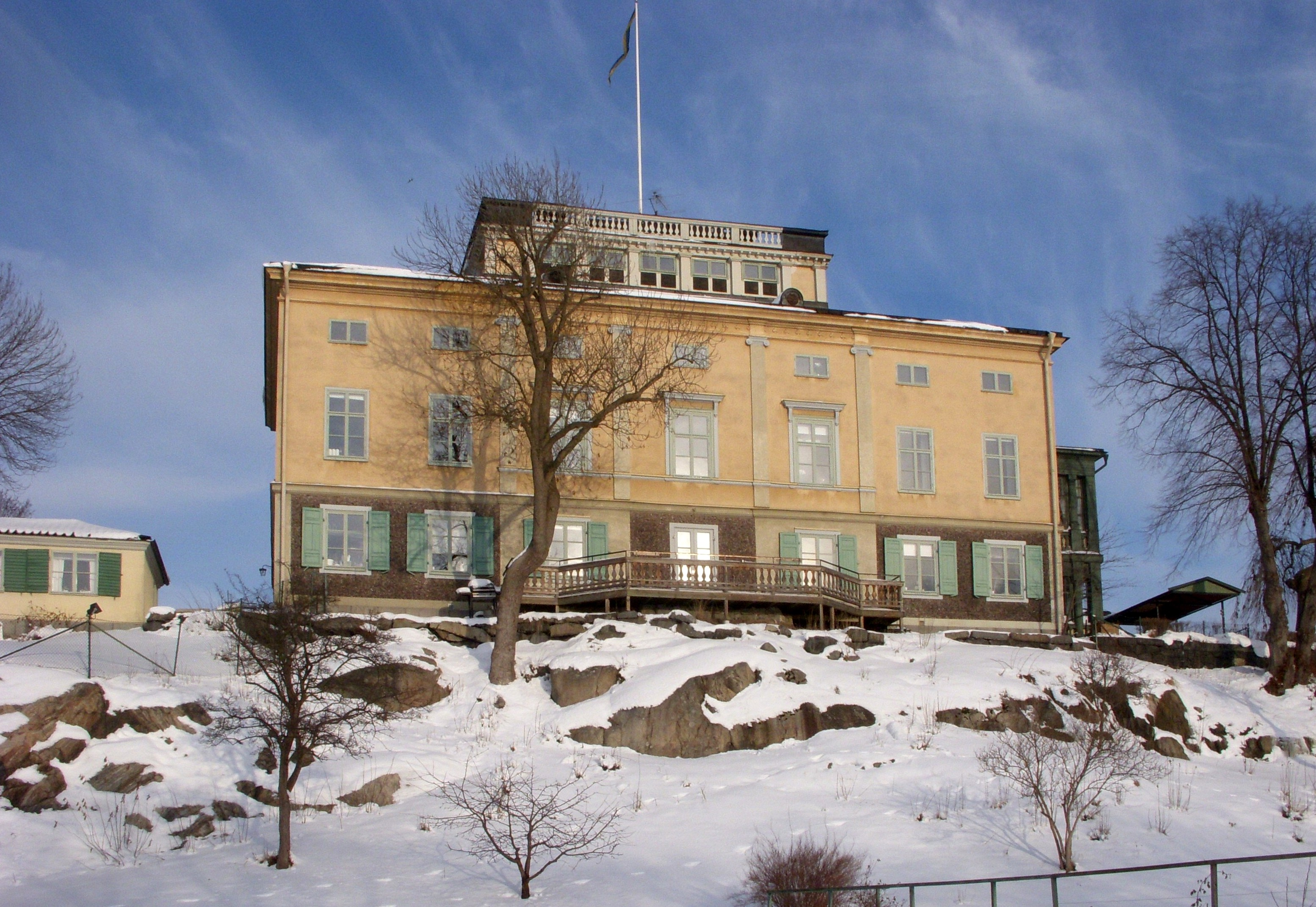
Huvudsta gård, februari 2011.

Huvudsta är en stadsdel i Solna kommun. Den utgör den sydvästra delen av kommunen. Huvudsta gränsar till Solna strand (Vreten) i väster (som ibland räknas till Huvudsta; i så fall gränsar Huvudsta till Lilla Alby i Sundbyberg i väster), till Skytteholm i norr, till ett stort järnvägsspårområde vid Tomteboda i öster (med Karolinska institutet öster därom) och till Karlbergssjön, Karlbergskanalen och Ulvsundasjön (Mälaren) i söder.
I Huvudsta ligger bland annat Karlbergs slott, Huvudsta gård och Huvudsta gamla slott, det sistnämnda också beryktat som platsen där mordet på Gustav III planerades. Det omtyckta bassängbadet Huvudstabadet finns i stadsdelen. Längs Ulvsundasjön finns ett populärt promenadstråk.

## Ortnamnet

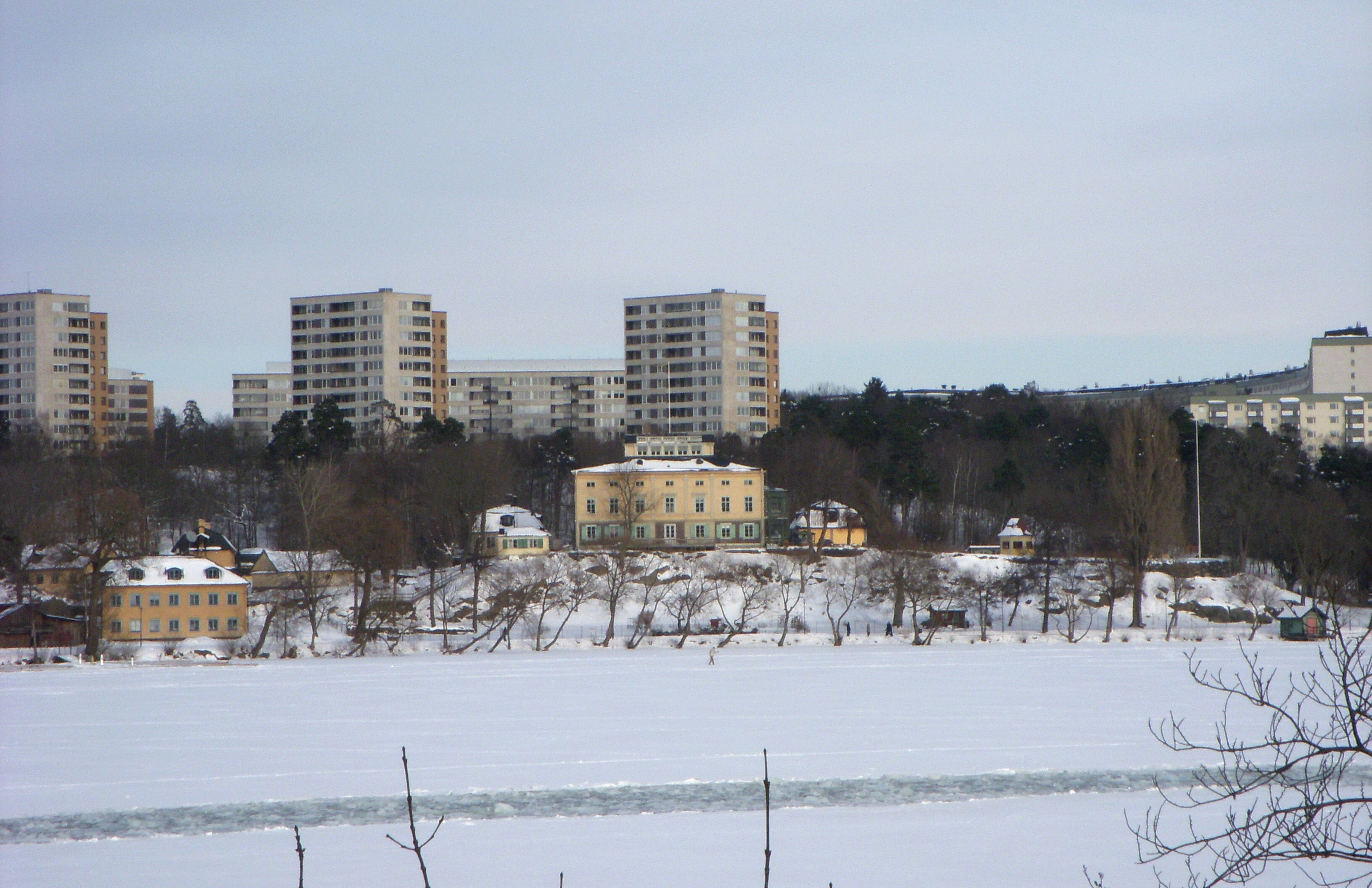
Huvudsta med Huvudsta gård 2011.

Namnet finns i skrift i ett tingsprotokoll 1356, då i dativ som Hudhastum, vilket antas vara en sammansättning av personnamnet Hudhe och pluralis av fornsvenskans stadher, ’ställe’. Namnet skulle alltså ursprungligen betyda ’Hudhes ställen’.

## Historia
Vid sekelskiftet 1900 lät godsägaren Max Wibom stycka av tomter till försäljning. Det avstyckade området lät han kalla Nya Hufvudsta. Tomterna bebyggdes av en blandad skara köpare: byggmästare, fabrikörer, ingenjörer likväl som arbetare. Så växte Huvudsta upp som en förstad till Stockholm med två egna järnvägsstationer längs Mälarbanan, båda numera nedlagda. Stationerna hette Huvudsta station samt Huvudsta central. Från den 16 oktober 1903 inrättades för orten ett municipalsamhälle under namnet Nya Huvudsta i Solna landskommun. Detta år hade Huvudsta 2 800 invånare. Invånarantalet ökade till 3344 år 1910, för att därefter långsamt minska; år 1940 hade Huvudsta 2 492 invånare. Municipalsamhället upplöstes när Solna stad bildades nyåret 1943.

## Dagens bebyggelse

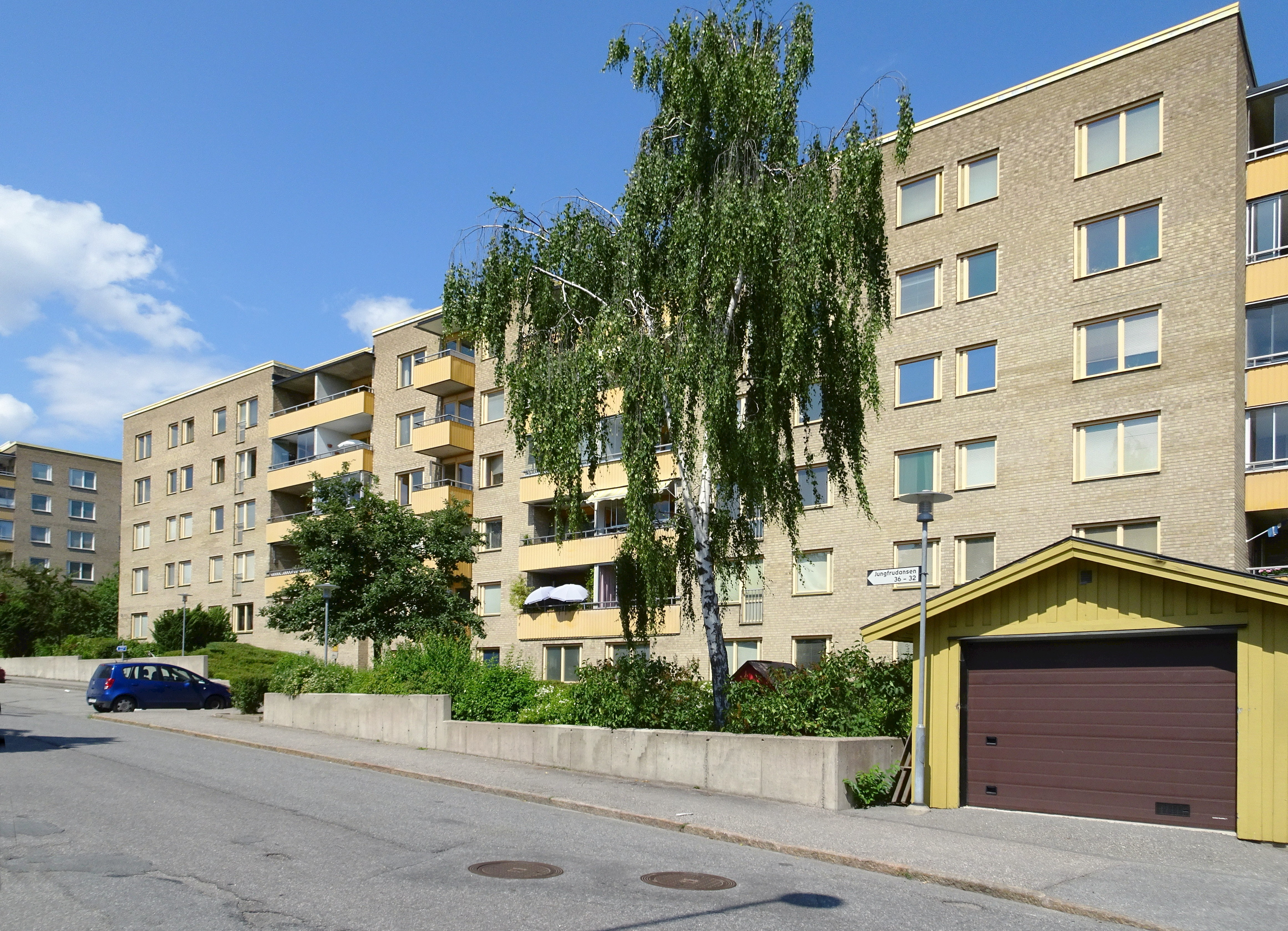
Jungfrudansen 32-36.

De flesta av de äldre husen revs på 1950- och 1960-talen och ersattes med flerbostadshus. Stadsarkitektkontoret i Solna kommun hade en särskild Huvudstafilial för planläggningen av stadsdelen. Våren 1963 presenterades ett planförslag för södra Huvudsta för 22 000 människor. Området kom successivt att delas in i ett 30-tal kvarter som såldes i klump till större byggmästare och bostadsföretag.
Först uppfördes husen längs Kristinelundsvägen (1963–1966), som följdes i snabb takt av husen längs Släggbacken (1965), Krysshammarvägen (1966), Wiboms väg (1966–1967), Jonstorpsvägen (1967–1968), Bygatan (1968), Göran Perssons väg (1969) och Johan Enbergs väg (1967–1970). Skolor för grundskolans alla stadier, idrotts- och motionsanläggningar, tunnelbanestationer och en centrumanläggning (Huvudsta Centrum) ingick också i utbyggnaden av stadsdelen. Under perioden uppfördes fyra skolor, Ängkärr (1962), Tallbacka (1966), Stenbacka (1968) och Granbacka (1968).
Området Jungfrudansen uppfördes i början av 1970-talet. Två kvarter (Gurkan och Moroten) är grönmärkta av kommunen vilket innebär att de anses vara särskilt värdefull från historisk, kulturhistorisk, miljömässig eller konstnärlig synpunkt. Enligt Riksantikvarieämbetets bebyggelseregister tillhör flerbostadshusen i kvarteren Gurkan och Moroten på Jungfrudansen ”det bästa som byggdes i Solna under de så kallade rekordåren och de har ett högt kulturhistoriskt värde”.

## Områden i Huvudsta

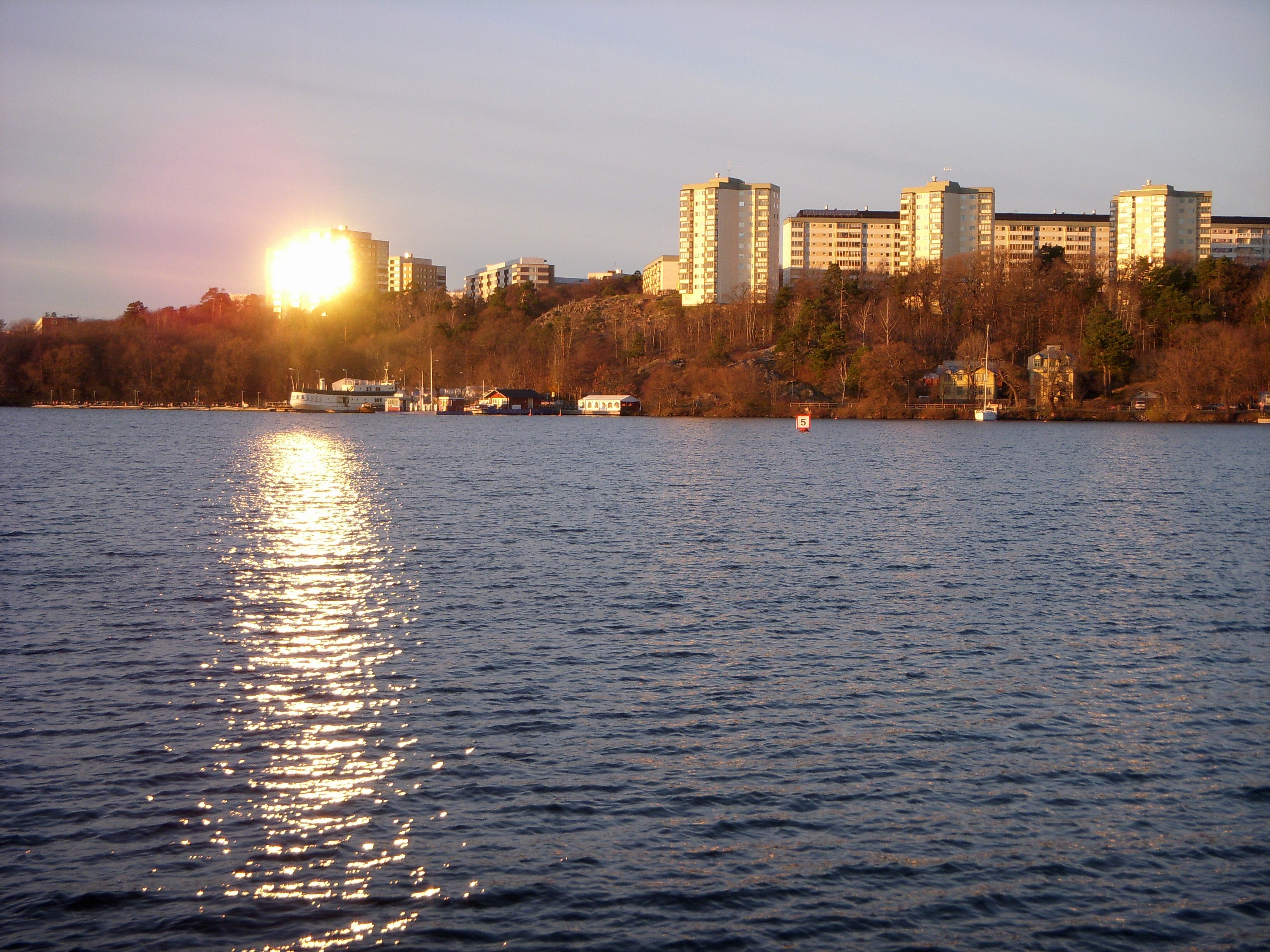
Höghusen vid Johan Enbergs väg i Västra skogen, vy över Ulvsundasjön.

### Huvudsta centrum
Huvudsta centrum består av ett inomhustorg med butiker som ligger runtom. Det är ett tvåplanscentrum med bland annat restauranger, kaféer, apotek, livsmedelsaffär, gym och direktentré till tunnelbanans blå linje. Centrumet genomgick en större ombyggnad under 2011. Dessutom har två nya punkthus med bostäder byggts i anslutning till centrumet. Under 2013 startade bygget av ett flerbostadshus ovanpå centrumbyggnaden.

### Västra skogen
Det mest framträdande i området Västra skogen utgörs av stjärnhusen på Johan Enbergs väg, vilka reser sig högt över Ulvsundasjöns strand. På torget norr om stjärnhusen finns nedgång till tunnelbanans blå linje, livsmedelsaffär, apotek, restauranger och Pressbyrå.

### Ingenting
Vid byggnadsminnet SBL, i området kring postens huvudkontor, växer ett nytt bostadsområde fram; totalt 700 lägenheter kommer byggas de närmsta åren. 2013 avslutades bygget av SÄPO:s nya huvudkontor på Bolstomtavägen, totalt 45 000 kvm. Området är i framtiden tänkt att kunna utgöra en länk, åtminstone för gång- och cykeltrafikanter, från östra Huvudsta till Solnavägen och Stockholms innerstad.

### Gamla Huvudsta
Gamla Huvudsta utgörs främst av kvartersbebyggelse från 1950-talet bland gatorna kring Huvudstagatan mellan Armégatan och Storgatan. En del nya hus är uppförda i korsningen Ängkärrsgatan-Huvudstagatan. Längs Huvudstagatan finns bland annat frisörer, blomsterhandel, livsmedelsbutik, restauranger, kaféer, solarium och gym.

## Kommunikationer

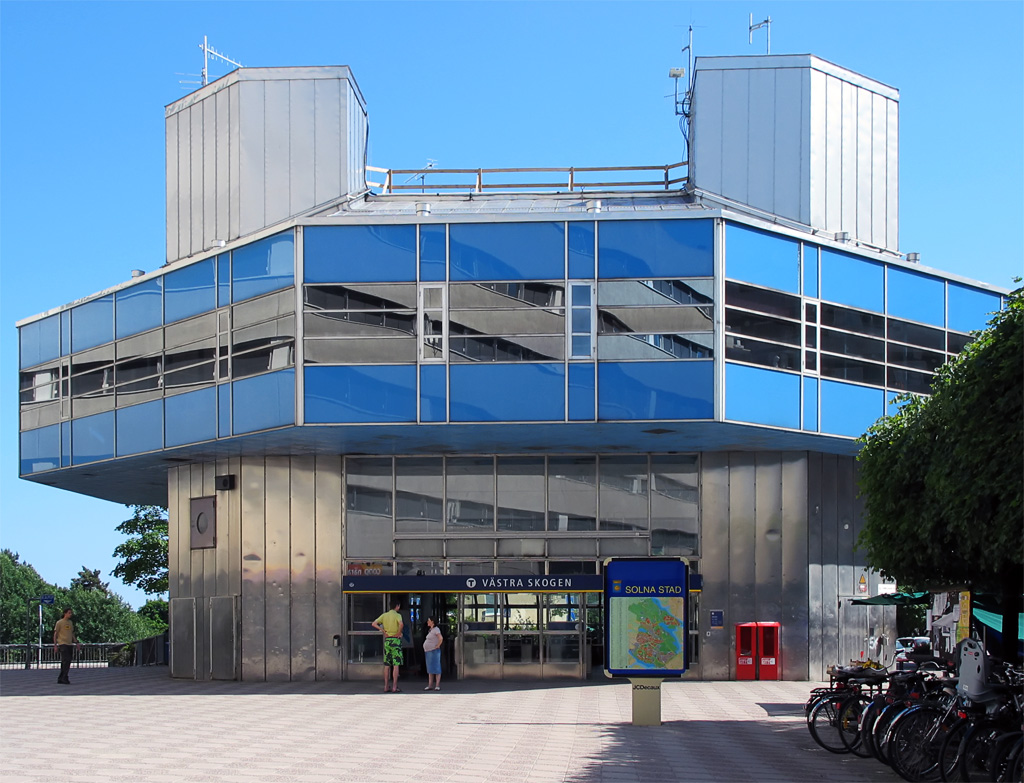
Stationsbyggnad Västra skogen.

### Tunnelbana
Tunnelbanans blå linje trafikerar Huvudsta, och här finns tre stationer: Västra skogen, som är gemensam för Akalla- och Hjulsta-grenarna, samt Huvudsta och Solna strand, som ligger på Hjulsta-grenen.

### Pendeltåg
Västeråsbanan passerar på gränsen mellan Huvudsta och Skytteholm, men det finns inte längre någon station längs denna sträcka inom Solna kommun. Boende i västra Huvudsta har dock ganska nära till Sundbybergs station. Beslut om en ny pendeltågsstation i Huvudsta togs i juni 2018, som beräknades vara klar senast 2030. Bygget sköts dock sedermera upp ett flertal gånger och beräknades i januari 2024 vara klart 2042–2045.

### Bussar
Huvudsta cirkuleras av busslinje 113 mellan Solna Centrum och Blackebergs sjukhem samt nattbuss 196 mellan Stockholm C och Hjulsta. Andra busslinjer passerar enskilda delar av Huvudstaområdet, till exempel bussar mot Karolinska sjukhuset, Danderyds sjukhus, Blackebergs sjukhus eller Odenplan.

### Biltrafik
Stadsdelens placering medför att trafik från/till Stockholms västra och nordvästra delar passerar Huvudsta. Med en ökad befolkning i både Stockholms innerstad och stadens västra områden ökar antalet fordon. För att avlasta vägnätet i Huvudsta (och andra delar av Solna kommun samt Sundbybergs kommun) har det under lång tid funnits planer på att bygga en Huvudstaled i tunnel. Trafikverket fick under 2014 i uppdrag av regeringen att genomföra en utredning om eventuell tunnelförläggning.

## Demografi
Huvudsta har 15 985 invånare (år 2013), vilket utgör 22,0 procent av Solna kommuns totala invånarantal.

## Huvudsta i litteraturen
Författaren Sigfrid Siwertz var sommargäst i Huvudsta, och hans roman Selambs tolkas av vissa som en nyckelroman om stadsdelen.